# Kyjovský prales
Kyjovský prales este o arie protejată (arie specială de conservare — SAC, sit de importanță comunitară — SCI) din Slovacia întinsă pe o suprafață de 397,42 ha, integral pe uscat.

## Localizare
Centrul sitului Kyjovský prales este situat la coordonatele 48°51′06″N 22°00′59″E / 48.851631°N 22.016301°E.

## Înființare
Situl Kyjovský prales a fost declarat sit de importanță comunitară în aprilie 2004 pentru a proteja 8 specii de animale. Situl a fost protejat și ca arie specială de conservare în martie 2004.

## Biodiversitate
Situată în ecoregiunea alpină, aria protejată conține 4 habitate naturale: Pante stâncoase silicioase cu vegetație casmofită, Păduri de fag subalpine medio-europene cu Acer și Rumex arifolius, Păduri de fag Asperulo-Fagetum, Păduri pe pante, grohotișuri și ravene de Tilio-Acerion.
La baza desemnării sitului se află mai multe specii protejate:
- mamifere (5): liliac cârn (Barbastella barbastellus), lupul (Canis lupus), râs eurasiatic (Lynx lynx), liliac cu urechi mari (Myotis bechsteinii), liliac comun (Myotis myotis)
- nevertebrate (3): Carabus variolosus, Odontopodisma rubripes, Rosalia alpina

Pe lângă speciile protejate, pe teritoriul sitului au mai fost identificate 4 specii de plante, 12 specii de mamifere, 3 specii de nevertebrate.